# ممارسة الدولة
ممارسة الدولة هو فيلم من نوع دراما أُصدر في 2011. الفيلم من توزيع PFA Films ‏، وهو من إخراج وسيناريو Pierre Schoeller ‏.

## القصة
تقع أحداث الفيلم في باريس.

## طاقم التمثيل
- زابو بريتمان
- ميشيل بلان
- Gilles Bellomi  [لغات أخرى]‏
- Laurent D'Olce  [لغات أخرى]‏
- Fanny Touron  [لغات أخرى]‏
- Ménothy Cesar  [لغات أخرى]‏
- عبد الحفيظ مطالسي
- ان ازولاي  [لغات أخرى]‏
- برايس فورنييه
- بريجيت لو شيشرون  [لغات أخرى]‏
- ديدييه بيزاسي
- François Berland  [لغات أخرى]‏
- François Chattot  [لغات أخرى]‏
- فرانسوا فينسنتيلي
- Gaëtan Vassart [الإنجليزية]‏
- جاكوس بوديت
- اليشم، فان غيا  [لغات أخرى]‏
- لوران ستوكر [الإنجليزية]‏
- Marc-Olivier Fogiel [الإنجليزية]‏
- Philippe du Janerand  [لغات أخرى]‏
- Scali Delpeyrat  [لغات أخرى]‏
- Stéphan Wojtowicz  [لغات أخرى]‏
- إريك النجار  [لغات أخرى]‏
- أرلي جوفر
- اوليفييه جورميه

## وصلات خارجية
- ممارسة الدولة على موقع IMDb (الإنجليزية)
- ممارسة الدولة على موقع روتن توميتوز (الإنجليزية)
- ممارسة الدولة على موقع نتفليكس (الإنجليزية)
- ممارسة الدولة على موقع قاعدة بيانات الأفلام العربية
- ممارسة الدولة على موقع ألو سيني (الفرنسية)
- ممارسة الدولة على موقع Turner Classic Movies (الإنجليزية)
- ممارسة الدولة على موقع أول موفي (الإنجليزية)
- ممارسة الدولة على موقع فيلمافينيتي (الإسبانية)
- ممارسة الدولة على موقع قاعدة بيانات الأفلام السويدية (السويدية)
- ممارسة الدولة على موقع قاعدة بيانات الفيلم (الإنجليزية)